# Marine Helicopter Squadron One
Il Marine Helicopter Squadron One, spesso abbreviato in HMX-1, è un reparto di volo del Corpo dei Marines degli Stati Uniti che ha il compito di trasportare il Presidente e il Vicepresidente come anche illustri ospiti di Stato.
Analogamente a quanto avviene a bordo dell'Air Force One, quando il presidente si trova a bordo di uno dei mezzi in dotazione al Corpo dei Marines l'elicottero riceve il codice identificativo (o call sign) "Marine One". La base operativa dell'HMX-1 si trova presso la Marine Corps Air Facility di Quantico, nello stato della Virginia, anche se gli apparecchi in dotazione al reparto operano prevalentemente dalla Andrews Air Force Base, nello stato del Maryland.

## Storia del reparto

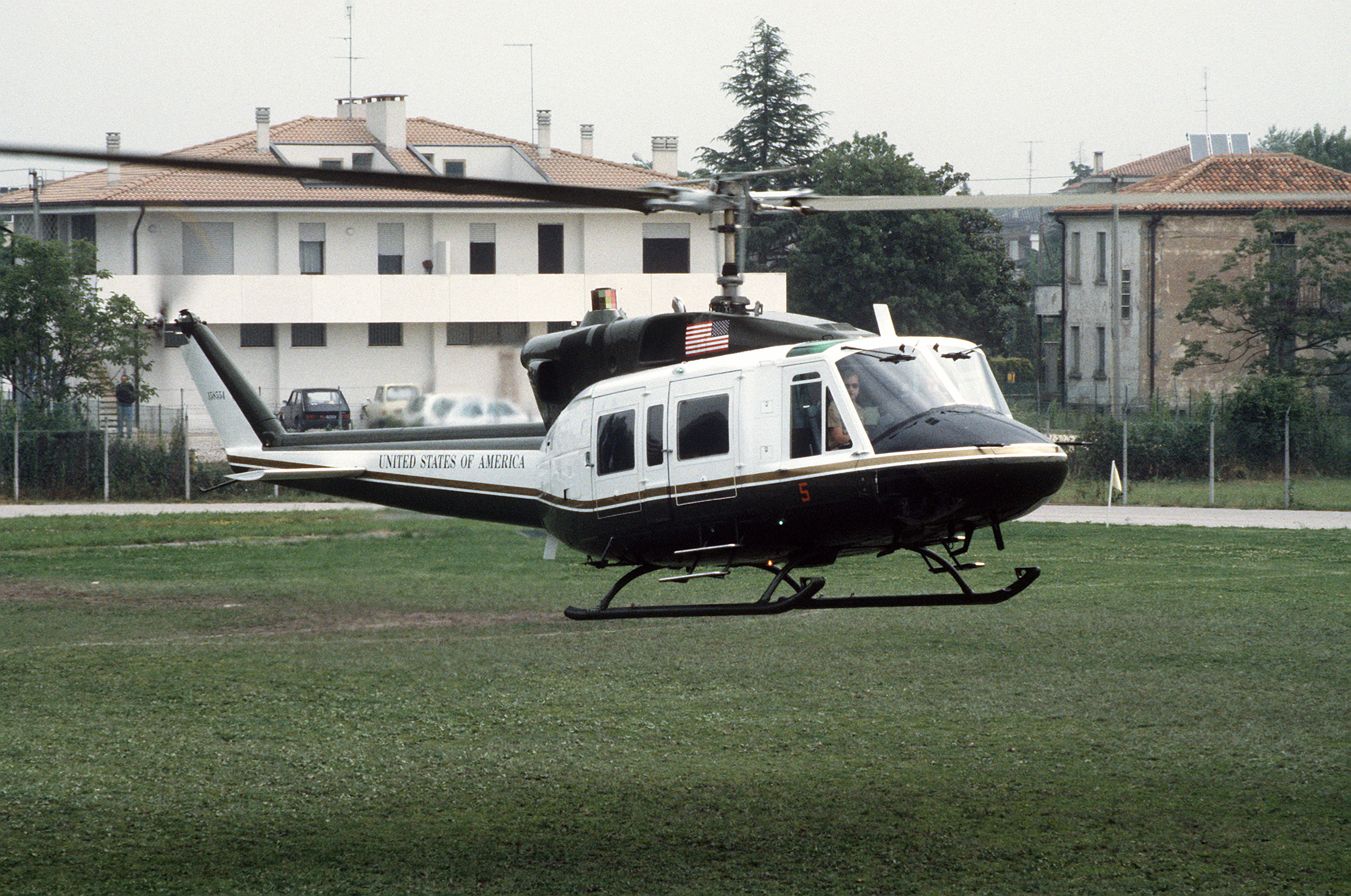
Un VH-1N con il presidente Ronald Reagan al G7 in Italia nel 1987

Le origini di questo reparto di volo sono strettamente connesse all'introduzione dei primi elicotteri nel Corpo dei Marines e risalgono a primi anni dopo la fine della seconda guerra mondiale. Nel 1946 durante una esercitazione militare condotta nel corso dell'Operation Crossroads il generale Roy Geiger osservò che le operazioni di sbarco anfibio in seguito a una detonazione nucleare risentivano fortemente dell'affollamento di mezzi che si creava lungo la costa nell'area interessata dallo sbarco e suggerì pertanto di introdurre anche nel Corpo dei Marines degli elicotteri in maniera da rendere tali operazioni più rapide. Per testare l'impiego degli elicotteri fu quindi istituito il 1º dicembre 1946 il Marine Helicopter Squadron One con base a Quantico. La base navale di Quantico fu scelta principalmente per la sua vicinanza con due dei maggiori produttori di elicotteri dell'epoca, la Sikorsky e la Piasecki.
Il primo apparecchio a essere messo a disposizione di questo reparto di volo fu un Sikorsky HO3S-1 al quale fu in seguito affiancato un Piasecki HRP-1. Questi due elicotteri furono impiegati per la prima volta nel maggio del 1947, quando furono impiegati per trasportare 66 marines dalla USS Palau al Marine Corps Base Camp Lejeune in Carolina del Nord. Anche se gli apparecchi all'epoca potevano trasportare un numero limitato di marines equipaggiati e dovettero quindi effettuare più voli per trasportare tutti i 66 marines, questa dimostrazione aveva sottolineato l'utilità di tali mezzi. Nel 1948 infine la scuola del corpo dei marines pubblicò il primo manuale intitolato Amphibious Operations - Employment of Helicopters (Tentative) spesso abbreviato in Phib-31 nel quale si illustravano le potenzialità degli elicotteri impiegati nel corso di operazioni anfibie. Nel maggio dello stesso anno furono poi condotte le prime esercitazioni nelle quali si provarono a effettuare degli sbarchi anfibi con l'ausilio di elicotteri imbarcati a bordo di una portaerei.

Ronald Reagan e Nancy Reagan a bordo di un VH-3 Sea King

Dopo lo scoppio della guerra di Corea, quattro elicotteri del HMX-1 furono assegnati al VMO-6 e dispiegati assieme alla 1st Provisional Marine Brigade nel corso della battaglia del Pusan Perimeter nel corso del 1950. In quella occasione gli apparecchi in dotazione al reparto furono utilizzati per missioni di ricognizione, evacuazione di soldati feriti e piloti abbattuti. Nel corso della battaglia del Chosin Reservoir gli elicotteri furono invece utilizzati per operazioni di collegamento. Nonostante gli ottimi risultati del reparto ottenuti nel corso della guerra in Corea, le specifiche della marina riguardo alle capacità degli elicotteri dispiegati superarono di gran lunga l'addestramento che i piloti avevano ricevuto. Apparve quindi evidente che il reparto di volo in virtù dell'esperienza che aveva accumulato sarebbe dovuto divenire un reparto di volo sperimentale in maniera da poter guidare lo sviluppo dei futuri reparti. Spettò così al HMX-1 il compito di istruire i piloti che successivamente sarebbero andati a formare il VMM-161, il primo reparto di volo del corpo dei marines con compiti di trasporto aereo.
La prima missione per conto di un presidente in carica, durante la quale un elicottero fu utilizzato come mezzo di trasporto ufficiale avvenne il 7 settembre 1957 quando era richiesta l'immediata presenza del presidente Dwight D. Eisenhower alla Casa Bianca. Eisenhower si trovava all'epoca a Newport nello stato del Rhode Island e per tornare a Washington doveva prendere un traghetto che lo avrebbe portato nei pressi dell'aeroporto più vicino presso il quale si trovava l'Air Force One. Tuttavia per attraversare l'intera Baia di Narragansett gli ci sarebbe voluta un'ora, alla quale si aggiungevano 45 minuti di volo e ulteriori 20 minuti di macchina per giungere una volta arrivati a Washington da Andrews alla Casa Bianca. 
Vista l'urgenza con la quale il presidente doveva recarsi alla Casa Bianca Eisenhower ordinò ai suoi collaboratori di trovare un modo più veloce per raggiungere l'aeroporto più vicino. All'epoca un elicottero UH-34 del HMX-1 era stato inviato sull'isola Aquidneck nel caso di una emergenza. Si decise pertanto di ricorrere all'utilizzo di questo mezzo per trasportare rapidamente il presidente. Eisenhower acconsentì e così ebbe luogo il primo trasporto presidenziale a bordo di un elicottero.
Poco dopo fu quindi valutata la possibilità di effettuare atterraggi e decolli dal giardino della Casa Bianca. Alcuni voli di prova dimostrarono che vi era sufficiente spazio per effettuare atterraggi in tutta sicurezza. L'HMX-1 assunse quindi assieme alla United States Army il compito di trasportare il presidente in elicottero. Nel 1976 fu infine assegnato questo compito esclusivamente al corpo dei marines. Da allora l'HMX-1 è l'unico reparto di volo responsabile di trasportare il presidente e il vicepresidente. Più di recente a questo compito si è anche aggiunto il compito di dovere trasportare il segretario della marina, il segretario della difesa, il comandante del corpo dei marines e tutti gli ospiti di stato.

## Apparecchi in dotazione

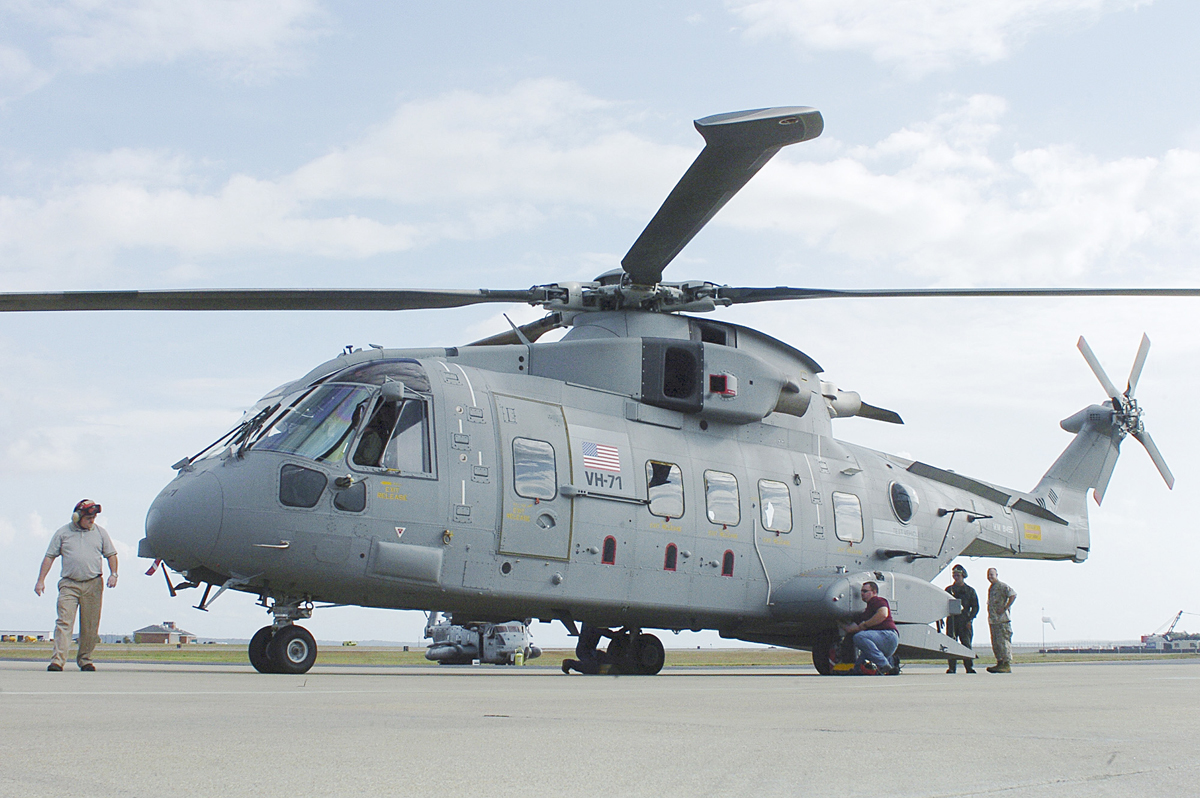
L'ultimo elicottero presidenziale, il VH-71

Il primo apparecchio a essere messo in servizio per il trasporto presidenziale fu un VH-34 Choctaw, che fu messo a disposizione del presidente a partire dal settembre del 1957 e che fu successivamente sostituito a partire dal 1962 con dei VH-3A. Alla fine degli anni settanta tali apparecchi furono nuovamente sostituiti da dei VH-3D. Attualmente la flotta è composta da dei VH-3 Sea King e dei VH-60N "WhiteHawk" che furono acquistati nel 1988. La lettera V che identifica questi modelli e che gli differenzia dai modelli commerciali fu introdotta per segnalare che si trattava di una versione Vip.
Mentre gli VH-3D possono trasportare fino a 14 passeggeri, gli VH-60N possono trasportare solamente 11 passeggeri ma possono essere trasportati a bordo di un C-17 Globmaster III o di un C-5 Galaxy nel caso il presidente necessitasse di usufruire di uno di questi elicotteri mentre si trova all'estero. Qualora si presentasse tale necessità, gli VH-60N possono essere preparati per il trasporto aereo in meno di due ore.
A causa dell'unicità di questi apparecchi che si differenziano sostanzialmente dai modelli commerciali e per il limitato numero con il quale sono stati prodotti, tutto il personale assegnato alla manutenzione di questi apparecchi viene istruito direttamente dalla stessa Sikorsky. Fino al 2009 era prevista la sostituzione di tutti gli apparecchi destinati al trasporto del presidente tramite 23 VH-71 Kestrel prodotti dalla Lockheed Martin. A causa però del taglio dei fondi nell'aprile del 2009 fu annunciato che l'acquisto di nuovi apparecchi è stato posticipato.
In aggiunta agli VH-3D l'HMX-1 opera anche alcuni CH-53E Super Stallion e alcuni CH-46 Sea Knight per trasportare lo staff del presidente. Anche questi elicotteri dovrebbero essere sostituiti a breve da dei CH-53K e dei MV-22B Osprey entro il 2017.
Rispetto agli apparecchi destinati al trasporto presidenziale questi apparecchi si distinguono per essere colorati completamente di verde a differenza dei VH-3 e VH-60N che invece hanno la parte superiore della fusoliera dipinta di bianco, motivo per il quale vengono soprannominati anche "white tops".